# Ectrephes pascoei
Ectrephes pascoei is een keversoort uit de familie klopkevers (Ptinidae). De wetenschappelijke naam van de soort werd in 1867 gepubliceerd door John Obadiah Westwood.